# Actipan, Acatzingo
Actipan är en ort i Mexiko.   Den ligger i kommunen Acatzingo och delstaten Puebla, i den sydöstra delen av landet, 150 km öster om huvudstaden Mexico City. Actipan ligger 2 130 meter över havet och antalet invånare är 6 037.
Terrängen runt Actipan är lite kuperad. Runt Actipan är det tätbefolkat, med 319 invånare per kvadratkilometer. Närmaste större samhälle är Acatzingo de Hidalgo, 2,9 km nordost om Actipan. Trakten runt Actipan består till största delen av jordbruksmark.